# Olevano di Lomellina
Olevano di Lomellina is een gemeente in de Italiaanse provincie Pavia (regio Lombardije) en telt 803 inwoners (31-12-2004). De oppervlakte bedraagt 15,4 km², de bevolkingsdichtheid is 51 inwoners per km².
De volgende frazioni maken deel uit van de gemeente: Cascine Vallazza, Melegnana, Battaglia, Bianca, Paronina.

## Demografie
Olevano di Lomellina telt ongeveer 358 huishoudens. Het aantal inwoners steeg in de periode 1991-2001 met 5,8% volgens cijfers uit de tienjaarlijkse volkstellingen van ISTAT.
| Jaar | Inwoneraantal |
| ---- | ------------- |
| 1991 | 729           |
| 2001 | 771           |

## Geografie
De gemeente ligt op ongeveer 108 m boven zeeniveau.
Olevano di Lomellina grenst aan de volgende gemeenten: Castello d'Agogna, Cergnago, Mortara, Velezzo Lomellina, Zeme.